# جان فلچر (نمایش‌نامه‌نویس)
جان فلچر (انگلیسی: John Fletcher؛ ۱۵۷۹ – ۱۶۲۵) نمایش‌نامه‌نویس اهل انگلستان بود.
وی که تأثیریافته و پیرو ویلیام شکسپیر بود یکی از تأثیرگذارترین و محبوب‌ترین نمایش‌نامه‌نویسان دوران خودش بود، فلچر سه نمایش‌نامه با همکاری ویلیام شکسپیر نوشته است.

## نمایش‌نامه‌ها
- The Faithful Shepherdess, پاستورال (written 1608–9; printed 1609?)
- Valentinian, تراژدی (۱۶۱۰–۱۴; ۱۶۴۷)
- Monsieur Thomas, کمدی (c. 1610–16; 1639)
- The Woman's Prize, or The Tamer Tamed, کمدی (c. 1611?; 1647)
- Bonduca, تراژدی (۱۶۱۱–۱۴; ۱۶۴۷)
- The Chances, کمدی (c. 1613–25; 1647)
- Wit Without Money, کمدی (c. 1614; 1639)
- The Mad Lover, تراژیکمدی (acted 5 January 1617; 1647)
- The Loyal Subject, تراژیکمدی (licensed 16 November 1618; revised 1633?; 1647)
- The Humorous Lieutenant, تراژیکمدی (c. 1619; 1647)
- Women Pleased, تراژیکمدی (c. 1619–23; 1647)
- The Island Princess, تراژیکمدی (c. 1620; 1647)
- The Wild Goose Chase, کمدی (c. 1621; 1652)
- The Pilgrim, کمدی (c. 1621; 1647)
- A Wife for a Month, تراژیکمدی (licensed 27 May 1624; 1647)
- Rule a Wife and Have a Wife, کمدی (licensed 19 October 1624; 1640)